# Torre Mapfre
Torre Mapfre là một tòa nhà chọc trời ở Port Olímpic (Cảng Olympic), khu phố hàng hải của Phố Cổ của Barcelona ở Tây Ban Nha. Tháp này được đặt tên theo chủ của nó, Mapfre, một công ty bảo hiểm.
Cũng hiện diện ở tòa tháp này có các đơn vị: Kantox, ExoClick, Dorlet, Europerfil, Madrid Leasing (CAJA MADRID), Condal Grues, URSSA Mondragón Corporación Cooperativa, Flex Multimedia Advertising SL (Flex Multimedia Group LTD), Oriol Bohigues, Necso, Uniland Cementera S.A, Cementos Portland Valderrivas, Zardoya Otis, Texsa S.A, Oliver Wyman.
Tháp này là tháp có bãi đáp trực thăng cao nhất Tây Ban Nha với độ cao 154 m (505 ft) trên mặt đất. Không giống như tòa tháp đôi, Hotel Arts, tháp này được sử dụng hỗn hợp.